# جان هولدینگ
جان هولدینگ (به انگلیسی: (John Houlding) (زاده ۱۸۳۳– درگذشته ۱۹۰۲) تاجری انگلیسی بود که شهرتش مربوط به بنیان‌گذاری باشگاه فوتبال لیورپول و شهردار بودن شهر لیورپول است.
او تاجری مستقل بود که در کالج شهر لیورپول تحصیلات خود را تکمیل کرد. او در سال ۱۸۹۷ به عنوان شهردار شهر لیورپول برگزیده شد. در سال ۱۸۹۲ هیئت مدیره باشگاه اورتون با جان هولدینگ مالک زمین آنفیلد در زمینه بالا بودن نرخ اجاره زمین آنفیلد دچار اختلاف شدند که سپس آن‌ها مجبور به ترک زمین آنفیلد و نقل مکان به گودیسون پارک شدند. در پی این اختلاف جان هولدینگ با ورزشگاهی خالی روبه‌رو شد که بنابراین او تصمیم گرفت در روز سوم ژوئن همان سال باشگاه لیورپول را تأسیس کند. نخستین بازی تیم تازه تأسیس هولدینگ در ۱ سپتامبر ۱۸۹۲، بازی دوستانه در برابر تیم روترهام تاون بود.